# Ярош Куропатницький
Ярош (Геронім) Станіслав Куропатницький гербу Нечуя (? — 1696) — польський військовик, шляхтич, урядник Королівства Польського.

## Життєпис
Батько Анджей — дідич села Будилів, мати — дружина батька Зофія Стаміровська.
1657 року брав участь у виправі на Семигороддя, був поранений біля м. Мукачеве. Маршалок сеймику Львівської землі 1662, 26 вересня 1664, 1668 років. Посол сеймів від Галицької землі 1662, 1664 (як подільський підстолій). 1667 брав участь у битві поблизу Підгаєць, де зблизився з Яном Собеським; у битві під Віднем 1683. Був київським каштеляном із 6 грудня 1691 року.
Дідич сіл Будилів, Плотича в Галицькій землі. Посідав частину «Клюсівщини» у Львівському повіті (Вижняни, Великий Полюхів, Розворяни, Печеніги, Солова, Куровичі, Ганачів), яку 1690 року відступив зведеній сестрі, чесниковій ВКЛ Зофії з Ґрабянок Ґедзінській. Посесор Зубова, Тютькова (поблизу Теребовлі) до 1666 року. Разом із братом Анджеєм Міхалом та зведеним братом Марціаном на Панкрацевичах Ґрабянкою сприяв відбудові костелу святого Миколая у Вижнянах, знищеного татарами під час Хмельниччини.

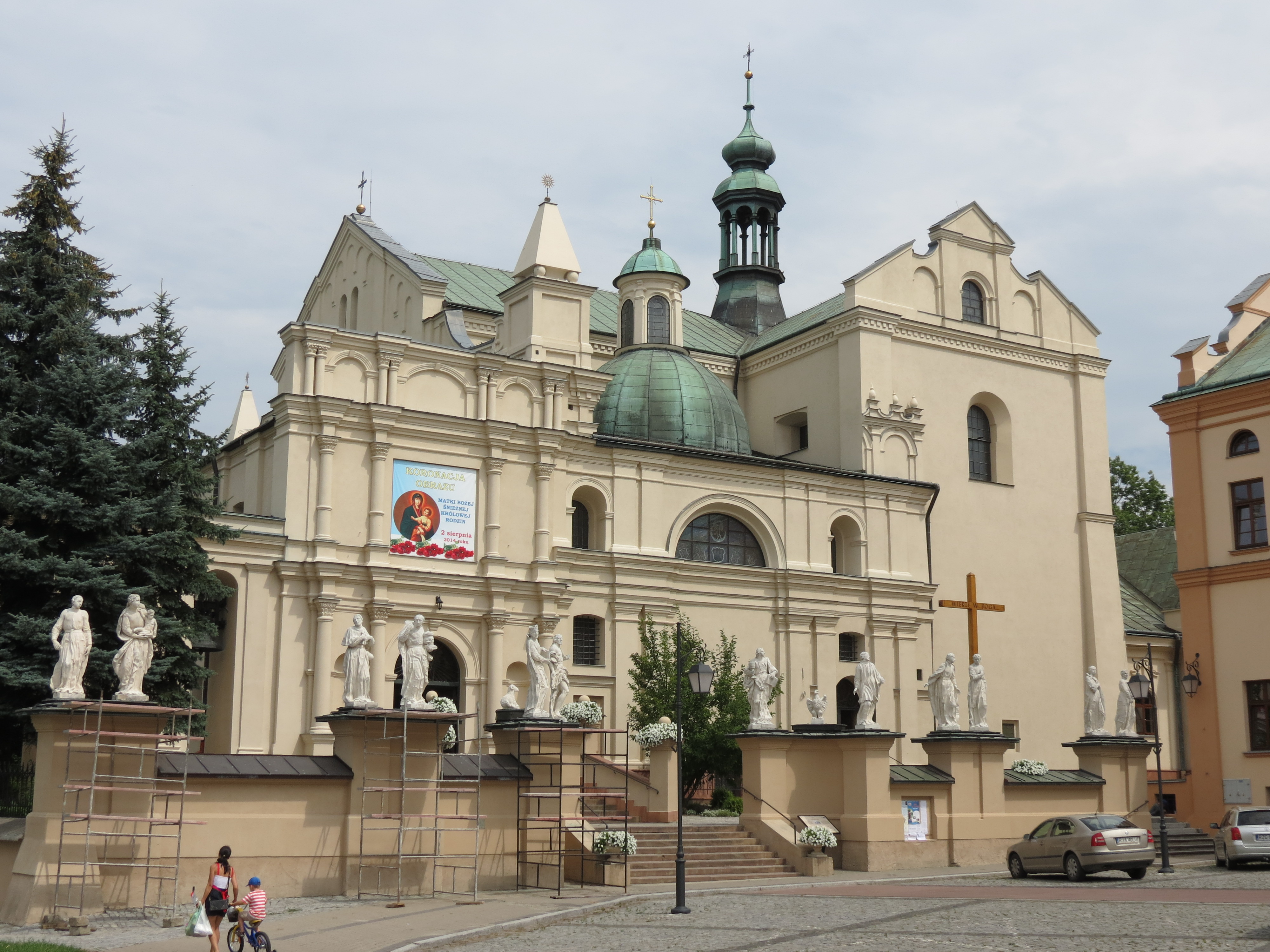
Костел Божого Тіла (колегіата) Ярослава — місце поховання

Помер 1696, був похований у єзуїтському костелі Божого тіла в м. Ярославі.

### Сім'я
Дружина — Йоанна Сокольницька, донька львівського хорунжого Анджея, шлюб 1664 року. Відомі діти:
- Анджей — декан, канонік львівський (РКЦ),
- Миколай,
- Юдита — дружина новогрудського хорунжого Міхала Анквича,
- Бриґіда — дружина сяноцького підчашого Францішека Свірського, ґостинського мечника Казимира Шептицького.